# Mystischer Akkord

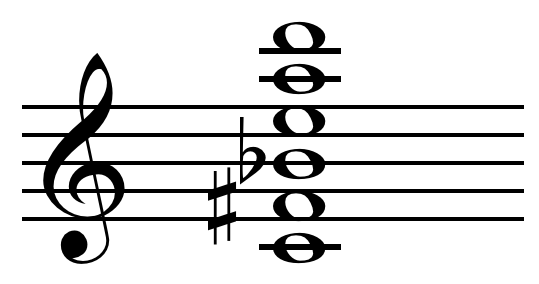
Mystischer Akkord

Mystischer Akkord ist eine auf Leonid Sabanejew zurückgehende „theosophisch verklärte“ Bezeichnung für einen von Alexander Skrjabin verwendeten Akkord, der besonders durch sein Orchesterwerk „Prométhée. Le Poème du feu“ op. 60 („Prometheus – Das Poème des Feuers“) (1911) berühmt wurde und daher auch „Prometheischer Akkord“ genannt wird.

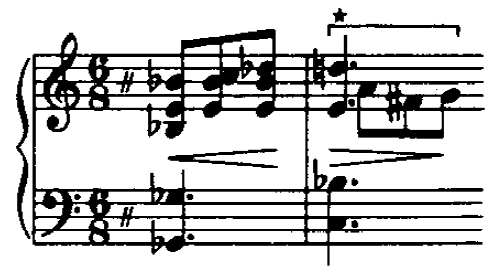
Aus dem Scherzo op. 46 von Skrjabin

Wenn er auf dem Grundton C aufbaut, besteht der Akkord aus den Tönen C, Fis, B, E, A, D:
Der Akkord lässt unterschiedliche Deutungen zu:
- als Quartenakkord[1][2][3], der sich aus zwei reinen, zwei übermäßigen und einer verminderten Quarte zusammensetzt. Wegen der verminderten Quarte fis-b, die bei gleichstufiger Stimmung mit einer großen Terz klanggleich ist, handelt es sich „allerdings nicht um einen echten Quartenakkord“.[4]

- als Dominantseptnonakkord mit zweifachem Vorhalt zur Quinte[3] (siehe obiges Notenbeispiel a): Die Quinte g' wird durch fis' und a' ersetzt. Im nebenstehenden Beispiel aus Skrjabins Scherzo op. 46 lösen sich diese beiden Vorhaltstöne a' und fis' in die Quinte g' auf.

- als Dominanttredezimakkord mit fehlender Undezime und tiefalterierter Quint[4], wobei das fis' enharmonisch zum ges' gewandelt wurde (Notenbeispiel b). Durch den abwärts zum f' führenden Leitton ges' wird der dominantische Charakter besonders unterstrichen. Alternativ wird der Akkord zuweilen auch als Dominantsextnonakkord mit tiefalterierter Quint gesehen, dem eine Sexte als harmoniefremder Ton zugefügt ist.[1]

- als „synthetischer Akkord“, der aus den Tönen der akustischen Skala gebildet wird. Letztere repräsentiert, wenn auch durch die „Übersetzung“ in die gleichstufige Stimmung nur sehr unvollkommen, die Töne 8 bis 14 der Obertonreihe. Die Idee, den mystischen Akkord mit der Obertonreihe in Verbindung zu bringen, stammt nicht – wie oft behauptet – von Skrjabin selbst, sondern von seinem Freund Leonid Sabanejew.

- als Dominanttredezimakkord mit fehlender Quint und hochalterierter Undezime (#11)(Notenbeispiel c). Diese Deutung vertritt Zsolt Gárdonyi und bezeichnet den Akkord wegen seiner Beziehung zur akustischen Skala als „akustischen Tredezimakkord“. Die verbreitete Interpretation als Quartenakkord lehnt er ab mit der Begründung, diese hänge mit einem „curricularen Defizitproblem in der beruflichen Musikausbildung zusammen“[5] bei der die Beschäftigung mit weiten Lagen kaum über die von Vierklängen hinausgehe. Heute wisse man jedoch, dass weite Lagen nicht nur bei Drei- und Vierklängen, sondern selbstverständlich auch bei Fünf-, Sechs- und Siebenklängen vorkommen können. Das Fehlen der Quinte und die weite Auftragungsform änderten indessen auch bei akustischen Siebenklängen nichts an ihrer terzgeschichteten Grundstruktur, genauso wie bei klassischen Septimakkorden, die auch bei gelegentlich fehlender Quinte und auch in einer weiten Lage als solche erkannt werden können.

Der im französischen Impressionismus vielfältig auftretende akustische Siebenklang (z. B. in der Grundstellung wie in den verschiedensten Umkehrungen, eng oder weit gesetzt, vollständig oder unvollständig, figuriert oder unfiguriert) wird auch von Skrjabin bereits in früheren Werken verwendet, z. B. im ersten Satz der Klaviersonate op. 30 (1903) oder im Scherzo op. 46. Das Aufsehen, das er in Skrjabins Werken um und nach op. 60 hervorrief, beruht auf einer Verwendung, die seine funktionelle Herkunft negiert. Skrjabin, in dessen kompositorischer Entwicklung ohnehin eine zunehmend dissonierende Tendenz zu beobachten war, begann allmählich, alterierte Vorhaltsakkorde dominantischen Charakters „einzufrieren“, was dazu führt, dass die Dominante ihren ursprünglichen Charakter verliert und vielmehr zum Klangzentrum wird.
In den 9 Schlusstakten der 7. Klaviersonate op. 64 (1911/12) setzt sich das Tonmaterial ausschließlich aus den 6 Tönen des nach fis transponierten mystischen Akkords zusammen (fis-his-e1-ais1-dis2-gis2), dessen sowohl horizontale als auch vertikale Verwendung fast wie eine Vorwegnahme der Zwölftontechnik wirkt. Doch bestimmt bei Skrjabin die Intervallstruktur eines Akkordes die horizontalen und vertikalen Tonkombinationen, während bei Schönberg die Intervallstruktur einer Reihe diese Aufgabe übernimmt. In seiner späteren Zeit verwendete Skrjabin überdies noch andere „synthetische Akkorde“.